# Annika Heed
Annika Heed, född 1955, är en svensk konstnär, tecknare och skulptör utbildad vid Konstfack och Konsthögskolan.
Heed arbetar framför allt med musikaliska tecken och arketypiska former i material som brons, järn, sten, betong och kol. Bland hennes offentliga verk finns ”Turkens bänk” i Värnamo, ”Ted Gärdestad” i Sollentuna och ”Dansare” i Brno, Tjeckien.
Mellan 2005 och 2011 var hon ordförande för Svenska konstnärernas förening vid Konstnärshuset i Stockholm. Heed är även styrelseledamot i en rad konstinitiativ såsom Konstverket, Björn och Sonja Näsvalls stiftelse för Konstnärshusets bevarande, Föreningen Renqvists Verkstad samt vice ordförande i styrelsen för Konstnärernas Kollektivverkstad.
Sedan 2012 driver hon Skulptörens Verkstad i Nacka, ett museum för skulptörens alla hantverk. Parallellt med den konstnärliga verksamheten arbetar hon med undervisning i skulptur och teckning vid Nyckelviksskolan, Lidingö.